# سفارة الهند في بلجيكا
سفارة الهند في بلجيكا هي أرفع تمثيل دبلوماسي لدولة الهند لدى بلجيكا. تقع السفارة في بروكسل وهي تهدف لتعزيز المصالح الهندية في بلجيكا.

## وصلات خارجية
- قائمة سفارات الهند
- قائمة السفارات في بلجيكا